# Osornophryne guacamayo
Espèce
Statut de conservation UICN

 EN B1ab(iii) : En danger
Osornophryne guacamayo est une espèce d'amphibiens de la famille des Bufonidae.

## Répartition
Cette espèce se rencontre entre 2 100 et 3 500 m d'altitude dans la cordillère des Guacamayos dans la province de Napo dans le nord-est de l'Équateur et à Sibundoy dans le département de Putumayo dans le sud de la Colombie.

## Description

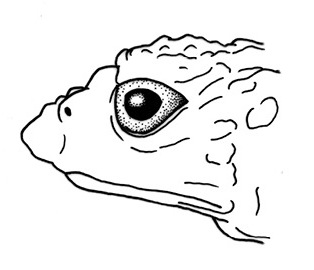
vue latérale du mâle

La femelle holotype mesure 35,5 mm

## Étymologie
Son nom d'espèce lui a été donné en référence au lieu de sa découverte, la cordillère des Guacamayos.

## Publication originale
- Hoogmoed, 1987 : New Osornophryne (Amphibia: Anura: Bufonidae) from the Atlantic Versant of the Andes in Ecuador. Zoologische Mededelingen, vol. 61, no 16, p. 209-242 (texte intégral).